# Masters de Indian Wells
El Masters de Indian Wells es un torneo oficial de tenis que se disputa anualmente en el Indian Wells Tennis Garden de la localidad de Indian Wells (California, Estados Unidos). Este evento es el primer Masters 1000 en el tour masculino, y el tercero de los WTA 1000 en el circuito femenino. 

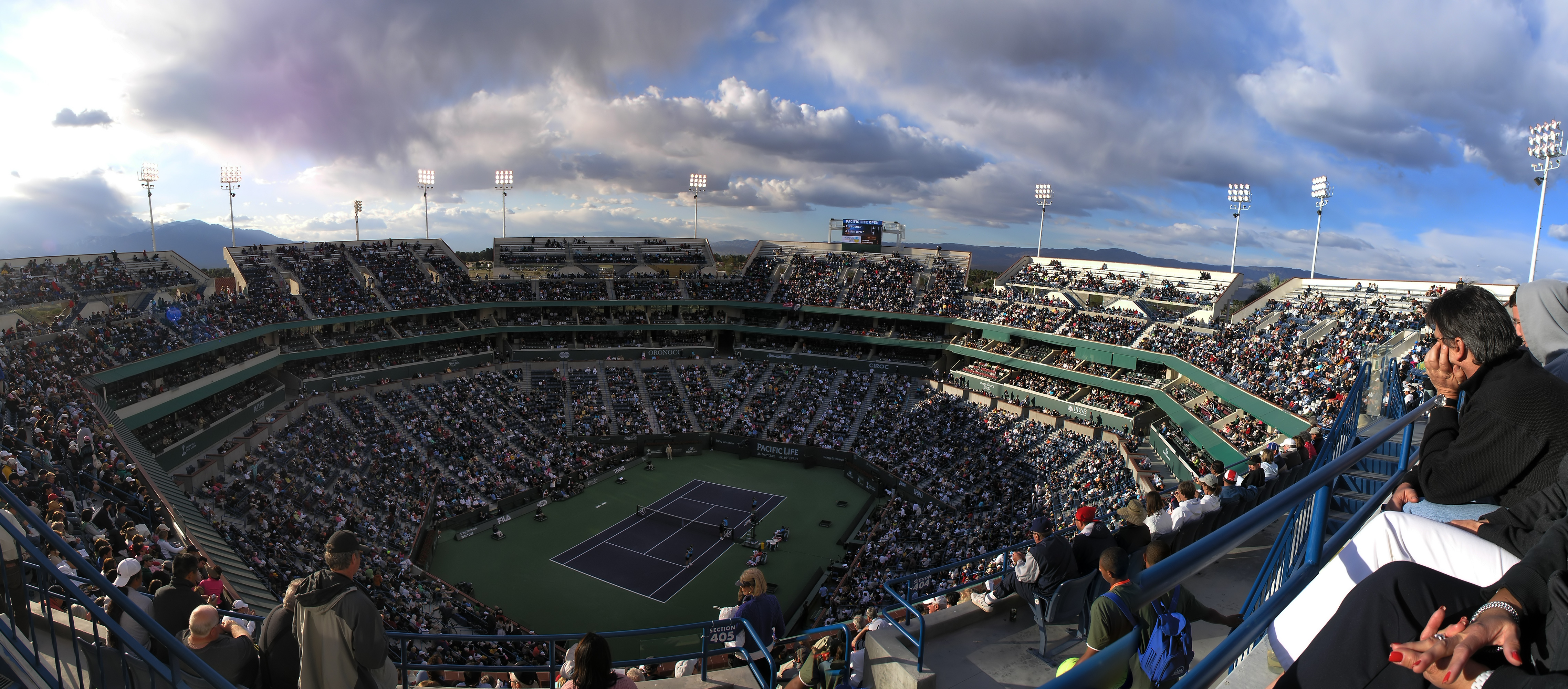
Cancha 1, con una capacidad para 16.100 espectadores es la cancha principal del Indian Wells Tennis Garden, y también es la segunda cancha más grande del mundo después del Arthur Ashe Stadium en Nueva York.

El torneo se lleva a cabo anualmente en marzo, un mes después de la culminación del Abierto de Australia y 2 semanas antes del Masters de Miami. Desde 2009 el nombre oficial auspiciado del torneo es BNP Paribas Open. Antes, se denominó Pacific Life Open, Newsweek Champions Cup, Pilot Pen Classic y Congoleum Classic. La edición femenina del torneo se llamó también Evert Cup, en honor a la tenista Chris Evert.
Además, es el torneo de tenis con mayor asistencia fuera de los cuatro torneos de Grand Slam (475,372 en asistencia total durante el evento de 2019); a menudo se le llama el "quinto Grand Slam" en referencia a esto.
Antes del Masters de Miami, es el primer evento del "Sunshine Double", una serie de dos torneos de élite consecutivos en cancha dura en los Estados Unidos a principios de la primavera.
Entre 1974 y 1976 fue un evento fuera del circuito y entre 1977 y 1989 se celebró como parte del Grand Prix Tennis Circuit. Ambos cuadros principales de individuales incluyen 96 jugadores en una grilla de 128 jugadores, y los 32 cabezas de serie obtendrán un pase libre (un pase libre) a la segunda ronda.

## Historia
El torneo fue fundado por los ex tenistas profesionales Charlie Pasarell y Raymond Moore. Ha sido conocido por varios nombres y ha aceptado numerosos patrocinios corporativos a lo largo de su existencia. El grupo bancario multinacional francés BNP Paribas posee los derechos de denominación desde 2009.
Originalmente el torneo de mujeres se disputaba una semana antes que el de hombres. En el año 1996, el torneo se convirtió en uno de los pocos eventos totalmente integrados tanto en la ATP como en la WTA. Recientemente se ha convertido en uno de los eventos más prestigiosos del tenis, con 96 de los mejores jugadores del momento inscritos en el cuadro de la edición masculina y de la femenina. Esto hace que sea uno de los pocos torneos cuya duración se extiende más allá de una semana, junto a los Grand Slam, el ATP World Tour Finals y el Masters de Miami.
El Indian Wells Open se ha convertido en uno de los eventos más importantes tanto en el circuito masculino como en el femenino. En 2004, el torneo se amplió a un campo de 96 jugadores de varias semanas. Ganar el Indian Wells Open y el Miami Open seguidos se ha denominado coloquialmente Sunshine Double.Apodado el "Grand Slam de Occidente",es el torneo de tenis más concurrido del mundo, aparte de los cuatro Majors, con más de 450.000 visitantes durante el evento de 2015.
En 2009, el torneo y el Indian Wells Tennis Garden se vendieron a Larry Ellison.

## Palmarés

### Individual masculino
| Año                       | Campeón                                   | Subcampeón                                | Resultado                                 |
| ------------------------- | ----------------------------------------- | ----------------------------------------- | ----------------------------------------- |
| 1974                      | John Newcombe                             | Arthur Ashe                               | 6-3, 7-6                                  |
| 1975                      | John Alexander                            | Ilie Năstase                              | 7-5, 6-2                                  |
| 1976                      | Jimmy Connors                             | Roscoe Tanner                             | 6-4, 6-4                                  |
| ↓ Circuito Grand Prix ↓   |                                           |                                           |                                           |
| 1977                      | Brian Gottfried                           | Guillermo Vilas                           | 2-6, 6-1, 6-3                             |
| 1978                      | Roscoe Tanner                             | Raúl Ramírez                              | 6-1, 7-6                                  |
| 1979                      | Roscoe Tanner                             | Brian Gottfried                           | 6-4, 6-2                                  |
| 1980                      | Final suspendida por la lluvia            | Final suspendida por la lluvia            | Final suspendida por la lluvia            |
| 1981                      | Jimmy Connors                             | Ivan Lendl                                | 6-3, 7-6                                  |
| 1982                      | Yannick Noah                              | Ivan Lendl                                | 6-4, 2-6, 7-5                             |
| 1983                      | José Higueras                             | Eliot Teltscher                           | 6-4, 6-2                                  |
| 1984                      | Jimmy Connors                             | Yannick Noah                              | 6-2, 6-7, 6-3                             |
| 1985                      | Larry Stefanki                            | David Pate                                | 6-1, 6-4, 3-6, 6-3                        |
| 1986                      | Joakim Nyström                            | Yannick Noah                              | 6-1, 6-3, 6-2                             |
| 1987                      | Boris Becker                              | Stefan Edberg                             | 6-4, 6-4, 7-5                             |
| 1988                      | Boris Becker                              | Emilio Sánchez Vicario                    | 7-5, 6-4, 2-6, 6-4                        |
| 1989                      | Miloslav Mecir                            | Yannick Noah                              | 3-6, 2-6, 6-1, 6-2, 6-3                   |
| ↓ ATP Tour Masters 1000 ↓ |                                           |                                           |                                           |
| 1990                      | Stefan Edberg                             | Andre Agassi                              | 6-4, 5-7, 7-6, 7-6                        |
| 1991                      | Jim Courier                               | Guy Forget                                | 4-6, 6-3, 4-6, 6-3, 7-6                   |
| 1992                      | Michael Chang                             | Andréi Chesnokov                          | 6-3, 6-4, 7-5                             |
| 1993                      | Jim Courier                               | Wayne Ferreira                            | 6-3, 6-3, 6-1                             |
| 1994                      | Pete Sampras                              | Petr Korda                                | 4-6, 6-3, 3-6, 6-3, 6-2                   |
| 1995                      | Pete Sampras                              | Andre Agassi                              | 7-5, 6-3, 7-5                             |
| 1996                      | Michael Chang                             | Paul Haarhuis                             | 7-5, 6-1, 6-1                             |
| 1997                      | Michael Chang                             | Bohdan Ulihrach                           | 4-6, 6-3, 6-4, 6-3                        |
| 1998                      | Marcelo Ríos                              | Greg Rusedski                             | 6-3, 6-7, 7-6, 6-4                        |
| 1999                      | Mark Philippoussis                        | Carlos Moyá                               | 5-7, 6-4, 6-4, 4-6, 6-2                   |
| 2000                      | Àlex Corretja                             | Thomas Enqvist                            | 6-4, 6-4, 6-3                             |
| 2001                      | Andre Agassi                              | Pete Sampras                              | 7-5, 7-5, 6-1                             |
| 2002                      | Lleyton Hewitt                            | Tim Henman                                | 6-1, 6-2                                  |
| 2003                      | Lleyton Hewitt                            | Gustavo Kuerten                           | 6-1, 6-1                                  |
| 2004                      | Roger Federer                             | Tim Henman                                | 6-3, 6-3                                  |
| 2005                      | Roger Federer                             | Lleyton Hewitt                            | 6-2, 6-4, 6-4                             |
| 2006                      | Roger Federer                             | James Blake                               | 7-5, 6-3, 6-0                             |
| 2007                      | Rafael Nadal                              | Novak Djokovic                            | 6-2, 7-5                                  |
| 2008                      | Novak Djokovic                            | Mardy Fish                                | 6-2, 5-7, 6-3                             |
| 2009                      | Rafael Nadal                              | Andy Murray                               | 6-1, 6-2                                  |
| 2010                      | Ivan Ljubičić                             | Andy Roddick                              | 7-6(3), 7-6(5)                            |
| 2011                      | Novak Djokovic                            | Rafael Nadal                              | 4-6, 6-3, 6-2                             |
| 2012                      | Roger Federer                             | John Isner                                | 7-6(7), 6-3                               |
| 2013                      | Rafael Nadal                              | Juan Martín del Potro                     | 4-6, 6-3, 6-4                             |
| 2014                      | Novak Djokovic                            | Roger Federer                             | 3-6, 6-3, 7-6(3)                          |
| 2015                      | Novak Djokovic                            | Roger Federer                             | 6-3, 6-7(5), 6-2                          |
| 2016                      | Novak Djokovic                            | Milos Raonic                              | 6-2, 6-0                                  |
| 2017                      | Roger Federer                             | Stanislas Wawrinka                        | 6-4, 7-5                                  |
| 2018                      | Juan Martín del Potro                     | Roger Federer                             | 6-4, 6-7(8), 7-6(2)                       |
| 2019                      | Dominic Thiem                             | Roger Federer                             | 3-6, 6-3, 7-5                             |
| 2020                      | No disputado por la pandemia del COVID-19 | No disputado por la pandemia del COVID-19 | No disputado por la pandemia del COVID-19 |
| 2021                      | Cameron Norrie                            | Nikoloz Basilashvili                      | 3-6, 6-4, 6-1                             |
| 2022                      | Taylor Fritz                              | Rafael Nadal                              | 6-3, 7-6(5)                               |
| 2023                      | Carlos Alcaraz                            | Daniil Medvédev                           | 6-3, 6-2                                  |
| 2024                      | Carlos Alcaraz                            | Daniil Medvédev                           | 7-6(5), 6-1                               |
| 2025                      | Jack Draper                               | Holger Rune                               | 6-2, 6-2                                  |

### Individual femenino
| Año  | Campeona                                  | Subcampeona                               | Resultado                                 |
| ---- | ----------------------------------------- | ----------------------------------------- | ----------------------------------------- |
| 1989 | Manuela Maleeva                           | Jenny Byrne                               | 6-4, 6-1                                  |
| 1990 | Martina Navratilova                       | Helena Suková                             | 6-2, 5-7, 6-1                             |
| 1991 | Martina Navratilova                       | Monica Seles                              | 6-2, 7-6                                  |
| 1992 | Monica Seles                              | Conchita Martínez                         | 6-3, 6-1                                  |
| 1993 | Mary Joe Fernández                        | Amanda Coetzer                            | 3-6, 6-1, 7-6                             |
| 1994 | Steffi Graf                               | Amanda Coetzer                            | 6-0, 6-4                                  |
| 1995 | Mary Joe Fernández                        | Natasha Zvereva                           | 6-4, 6-3                                  |
| 1996 | Steffi Graf                               | Conchita Martínez                         | 7-6, 7-6                                  |
| 1997 | Lindsay Davenport                         | Irina Spîrlea                             | 6-2, 6-1                                  |
| 1998 | Martina Hingis                            | Lindsay Davenport                         | 6-3, 6-4                                  |
| 1999 | Serena Williams                           | Steffi Graf                               | 6-3, 3-6, 7-5                             |
| 2000 | Lindsay Davenport                         | Martina Hingis                            | 4-6, 6-4, 6-0                             |
| 2001 | Serena Williams                           | Kim Clijsters                             | 4-6, 6-4, 6-2                             |
| 2002 | Daniela Hantuchová                        | Martina Hingis                            | 6-3, 6-4                                  |
| 2003 | Kim Clijsters                             | Lindsay Davenport                         | 6-4, 7-5                                  |
| 2004 | Justine Henin                             | Lindsay Davenport                         | 6-1, 6-4                                  |
| 2005 | Kim Clijsters                             | Lindsay Davenport                         | 6-4, 4-6, 6-2                             |
| 2006 | María Sharápova                           | Elena Dementieva                          | 6-1, 6-2                                  |
| 2007 | Daniela Hantuchová                        | Svetlana Kuznetsova                       | 6-3, 6-4                                  |
| 2008 | Ana Ivanović                              | Svetlana Kuznetsova                       | 6-4, 6-3                                  |
| 2009 | Vera Zvonareva                            | Ana Ivanović                              | 7-6(5), 6-2                               |
| 2010 | Jelena Janković                           | Caroline Wozniacki                        | 6-2, 6-4                                  |
| 2011 | Caroline Wozniacki                        | Marion Bartoli                            | 6-1, 2-6, 6-3                             |
| 2012 | Victoria Azarenka                         | María Sharápova                           | 6-2, 6-3                                  |
| 2013 | María Sharápova                           | Caroline Wozniacki                        | 6-2, 6-2                                  |
| 2014 | Flavia Pennetta                           | Agnieszka Radwańska                       | 6-2, 6-1                                  |
| 2015 | Simona Halep                              | Jelena Janković                           | 2-6, 7-5, 6-4                             |
| 2016 | Victoria Azarenka                         | Serena Williams                           | 6-4, 6-4                                  |
| 2017 | Elena Vesnina                             | Svetlana Kuznetsova                       | 6-7(6), 7-5, 6-4                          |
| 2018 | Naomi Osaka                               | Daria Kasátkina                           | 6-3, 6-2                                  |
| 2019 | Bianca Andreescu                          | Angelique Kerber                          | 6-4, 3-6, 6-4                             |
| 2020 | No disputado por la pandemia del COVID-19 | No disputado por la pandemia del COVID-19 | No disputado por la pandemia del COVID-19 |
| 2021 | Paula Badosa                              | Victoria Azarenka                         | 7-6(5), 2-6, 7-6(2)                       |
| 2022 | Iga Świątek                               | María Sákkari                             | 6-4, 6-1                                  |
| 2023 | Elena Rybakina                            | Aryna Sabalenka                           | 7-6(11), 6-4                              |
| 2024 | Iga Świątek                               | María Sákkari                             | 6-4, 6-0                                  |
| 2025 | Mirra Andreeva                            | Aryna Sabalenka                           | 2-6, 6-4, 6-3                             |

### Dobles masculino
| Año                       | Campeones                                 | Subcampeones                              | Resultado                                 |
| ------------------------- | ----------------------------------------- | ----------------------------------------- | ----------------------------------------- |
| 1974                      | Charlie Pasarell Sherwood Stewart         | Tom Edlefsen Manuel Orantes               | 6–4, 6–4                                  |
| 1975                      | William Brown Raúl Ramírez                | Raymond Moore Dennis Ralston              | 2–6, 7–6, 6–4                             |
| 1976                      | Colin Dibley Sandy Mayer                  | Raymond Moore Erik Van Dillen             | 6-3, 7-5                                  |
| ↓ Circuito Grand Prix ↓   |                                           |                                           |                                           |
| 1977                      | Bob Hewitt Frew McMillan                  | Marty Riessen Roscoe Tanner               | 7-6, 7-6                                  |
| 1978                      | Raymond Moore Roscoe Tanner               | Bob Hewitt Frew McMillan                  | 6-4, 6-4                                  |
| 1979                      | Gene Mayer Sandy Mayer                    | Cliff Drysdale Bruce Manson               | 6-4, 7-6                                  |
| 1980                      | Final suspendida por la lluvia            | Final suspendida por la lluvia            | Final suspendida por la lluvia            |
| 1981                      | Bruce Manson Brian Teacher                | Terry Moor Eliot Teltscher                | 7-6, 6-2                                  |
| 1982                      | Brian Gottfried Raúl Ramírez              | John Lloyd Dick Stockton                  | 6-4, 3-6, 6-2                             |
| 1983                      | Brian Gottfried Raúl Ramírez              | Tian Viljoen Danie Visser                 | 6-3, 6-3                                  |
| 1984                      | Bernard Mitton Butch Walts                | Scott Davis Ferdi Taygan                  | 4-6, 6-4, 7-6                             |
| 1985                      | Heinz Günthardt Balázs Taróczy            | Ken Flach Robert Seguso                   | 7-6, 7-5                                  |
| 1986                      | Peter Fleming Guy Forget                  | Yannick Noah Sherwood Stewart             | 7-6, 6-2                                  |
| 1987                      | Guy Forget Yannick Noah                   | Boris Becker Eric Jelen                   | 5-7, 7-6, 7-5                             |
| 1988                      | Boris Becker Guy Forget                   | Jorge Lozano Todd Witsken                 | 6-3, 6-3                                  |
| 1989                      | Boris Becker Jakob Hlasek                 | Kevin Curren David Pate                   | 3-6, 6-3, 6-4                             |
| ↓ ATP Tour Masters 1000 ↓ |                                           |                                           |                                           |
| 1990                      | Boris Becker Guy Forget                   | Jim Grabb Patrick McEnroe                 | 6-4, 6-3                                  |
| 1991                      | Jim Courier Javier Sánchez                | Guy Forget Henri Leconte                  | 7-6, 6-1                                  |
| 1992                      | Steve DeVries David Macpherson            | Kent Kinnear Sven Salumaa                 | 6-3, 2-6, 6-4                             |
| 1993                      | Guy Forget Henri Leconte                  | Luke Jensen Scott Melville                | 4-6, 6-2, 7-6                             |
| 1994                      | Grant Connell Patrick Galbraith           | Byron Black Jonathan Stark                | 3-6, 6-1, 7-6                             |
| 1995                      | Tommy Ho Brett Steven                     | Gary Muller Piet Norval                   | 7-6, 6-7, 6-4                             |
| 1996                      | Todd Woodbridge Mark Woodforde            | Brian MacPhie Michael Tebbutt             | 6-3, 6-4                                  |
| 1997                      | Mark Knowles Daniel Nestor                | Mark Philippoussis Patrick Rafter         | 7-5, 6-4                                  |
| 1998                      | Jonas Björkman Patrick Rafter             | Todd Martin Richey Reneberg               | 6-0, 6-3                                  |
| 1999                      | Wayne Black Sandon Stolle                 | Ellis Ferreira Rick Leach                 | 6-3, 6-4                                  |
| 2000                      | Alex O'Brien Jared Palmer                 | Paul Haarhuis Sandon Stolle               | 6-4, 7-6                                  |
| 2001                      | Wayne Ferreira Yevgueni Káfelnikov        | Jonas Björkman Todd Woodbridge            | 6-2, 7-5                                  |
| 2002                      | Mark Knowles Daniel Nestor                | Roger Federer Max Mirnyi                  | 6-4, 6-4                                  |
| 2003                      | Wayne Ferreira Yevgueni Káfelnikov        | Bob Bryan Mike Bryan                      | 6-1, 6-4                                  |
| 2004                      | Arnaud Clément Sébastien Grosjean         | Wayne Black Kevin Ullyett                 | 6-3, 4-6, 7-5                             |
| 2005                      | Mark Knowles Daniel Nestor                | Wayne Arthurs Paul Hanley                 | 7-6, 7-6                                  |
| 2006                      | Mark Knowles Daniel Nestor                | Bob Bryan Mike Bryan                      | 6-4, 6-4                                  |
| 2007                      | Martin Damm Leander Paes                  | Jonathan Erlich Andy Ram                  | 6-4, 6-4                                  |
| 2008                      | Jonathan Erlich Andy Ram                  | Daniel Nestor Nenad Zimonjić              | 6-4, 6-4                                  |
| 2009                      | Mardy Fish Andy Roddick                   | Max Mirnyi Andy Ram                       | 3-6, 6-1, [14-12]                         |
| 2010                      | Marc López Rafael Nadal                   | Daniel Nestor Nenad Zimonjić              | 7-6(8), 6-3                               |
| 2011                      | Alexandr Dolgopolov Xavier Malisse        | Roger Federer Stanislas Wawrinka          | 6-4, 6-7(5), [10-7]                       |
| 2012                      | Marc López Rafael Nadal                   | John Isner Sam Querrey                    | 6-2, 7-6(3)                               |
| 2013                      | Bob Bryan Mike Bryan                      | Treat Conrad Huey Jerzy Janowicz          | 6-3, 3-6, [10-6]                          |
| 2014                      | Bob Bryan Mike Bryan                      | Alexander Peya Bruno Soares               | 6-4, 6-3                                  |
| 2015                      | Vasek Pospisil Jack Sock                  | Simone Bolelli Fabio Fognini              | 6-4, 6-7(3), [10-7]                       |
| 2016                      | Pierre-Hugues Herbert Nicolas Mahut       | Vasek Pospisil Jack Sock                  | 6-3, 7-6(5)                               |
| 2017                      | Raven Klaasen Rajeev Ram                  | Łukasz Kubot Marcelo Melo                 | 6-7(1), 6-4, [10-8]                       |
| 2018                      | John Isner Jack Sock                      | Bob Bryan Mike Bryan                      | 7-6(4), 7-6(2)                            |
| 2019                      | Nikola Mektić Horacio Zeballos            | Łukasz Kubot Marcelo Melo                 | 4-6, 6-4, [10-3]                          |
| 2020                      | No disputado por la pandemia del COVID-19 | No disputado por la pandemia del COVID-19 | No disputado por la pandemia del COVID-19 |
| 2021                      | John Peers Filip Polášek                  | Aslán Karatsev Andrey Rublev              | 6-3, 7-6(5)                               |
| 2022                      | John Isner Jack Sock                      | Santiago González Édouard Roger-Vasselin  | 7-6(4), 6-3                               |
| 2023                      | Rohan Bopanna Matthew Ebden               | Wesley Koolhof Neal Skupski               | 6-3, 2-6, [10-8]                          |
| 2024                      | Wesley Koolhof Nikola Mektić              | Marcel Granollers Horacio Zeballos        | 7-6(2), 7-6(4)                            |
| 2025                      | Marcelo Arévalo Mate Pavić                | Sebastian Korda Jordan Thompson           | 6-3, 6-4                                  |

### Dobles femenino
| Año  | Campeonas                                 | Subcampeonas                                     | Resultado                                 |
| ---- | ----------------------------------------- | ------------------------------------------------ | ----------------------------------------- |
| 1989 | Hana Mandlíková Pam Shriver               | Rosalyn Fairbank Gretchen Rush Magers            | 6-3, 6-7(4), 6-3                          |
| 1990 | Jana Novotná Helena Suková                | Gigi Fernández Martina Navrátilová               | 6-2, 7-6(6)                               |
| 1991 | Final suspendida por la lluvia            | Final suspendida por la lluvia                   | Final suspendida por la lluvia            |
| 1992 | Claudia Kohde-Kilsch Stephanie Rehe       | Jill Hetherington Kathy Rinaldi                  | 6-3, 6-3                                  |
| 1993 | Rennae Stubbs Helena Suková               | Ann Grossman Patricia Hy                         | 6-3, 6-4                                  |
| 1994 | Lindsay Davenport Lisa Raymond            | Manon Bollegraf Helena Suková                    | 6-2, 6-4                                  |
| 1995 | Lindsay Davenport Lisa Raymond            | Larisa Savchenko Neiland Arantxa Sánchez Vicario | 2-6, 6-4, 6-3                             |
| 1996 | Chanda Rubin Brenda Schultz-McCarthy      | Julie Halard Nathalie Tauziat                    | 6-1, 6-4                                  |
| 1997 | Lindsay Davenport Natasha Zvereva         | Lisa Raymond Nathalie Tauziat                    | 7-5, 6-2                                  |
| 1998 | Lindsay Davenport Natasha Zvereva         | Alexandra Fusai Nathalie Tauziat                 | 6-4, 2-6, 6-4                             |
| 1999 | Martina Hingis Anna Kournikova            | Mary Joe Fernández Jana Novotná                  | 6-2, 6-2                                  |
| 2000 | Lindsay Davenport Corina Morariu          | Anna Kournikova Natasha Zvereva                  | 6-2, 6-3                                  |
| 2001 | Nicole Arendt Ai Sugiyama                 | Virginia Ruano Paola Suárez                      | 6-4, 6-4                                  |
| 2002 | Lisa Raymond Rennae Stubbs                | Elena Dementieva Janette Husárová                | 7-5, 6-0                                  |
| 2003 | Lindsay Davenport Lisa Raymond            | Kim Clijsters Ai Sugiyama                        | 3-6, 6-4, 6-1                             |
| 2004 | Virginia Ruano Paola Suárez               | Svetlana Kuznetsova Elena Likhovtseva            | 6-1, 6-2                                  |
| 2005 | Virginia Ruano Paola Suárez               | Nadia Petrova Meghann Shaughnessy                | 7-6(3), 6-1                               |
| 2006 | Lisa Raymond Samantha Stosur              | Virginia Ruano Meghann Shaughnessy               | 6-2, 7-5                                  |
| 2007 | Lisa Raymond Samantha Stosur              | Yung-Jan Chan Chia-Jung Chuang                   | 6-3, 7-5                                  |
| 2008 | Dinara Sáfina Elena Vesnina               | Zi Yan Jie Zheng                                 | 6-1, 1-6, [10-8]                          |
| 2009 | Victoria Azarenka Vera Zvonareva          | Gisela Dulko Shahar Peer                         | 6-4, 3-6, [10-5]                          |
| 2010 | Kveta Peschke Katarina Srebotnik          | Nadia Petrova Samantha Stosur                    | 6-4, 2-6, [10-5]                          |
| 2011 | Sania Mirza Elena Vesnina                 | Bethanie Mattek Meghann Shaughnessy              | 6-0, 7-5                                  |
| 2012 | Liezel Huber Lisa Raymond                 | Sania Mirza Elena Vesnina                        | 6-2, 6-3                                  |
| 2013 | Ekaterina Makarova Elena Vesnina          | Nadia Petrova Katarina Srebotnik                 | 6-0, 5-7, [10-6]                          |
| 2014 | Su-Wei Hsieh Shuai Peng                   | Cara Black Sania Mirza                           | 7-6(5), 6-2                               |
| 2015 | Martina Hingis Sania Mirza                | Ekaterina Makarova Elena Vesnina                 | 6-3, 6-4                                  |
| 2016 | Bethanie Mattek-Sands Coco Vandeweghe     | Julia Görges Karolína Plíšková                   | 4-6, 6-4, [10-6]                          |
| 2017 | Yung-Jan Chan Martina Hingis              | Lucie Hradecká Kateřina Siniaková                | 7-6(4), 6-2                               |
| 2018 | Su-Wei Hsieh Barbora Strýcová             | Ekaterina Makarova Elena Vesnina                 | 6-4, 6-4                                  |
| 2019 | Elise Mertens Aryna Sabalenka             | Barbora Krejčíková Kateřina Siniaková            | 6-3, 6-2                                  |
| 2020 | No disputado por la pandemia del COVID-19 | No disputado por la pandemia del COVID-19        | No disputado por la pandemia del COVID-19 |
| 2021 | Su-Wei Hsieh Elise Mertens                | Veronika Kudermétova Elena Rybakina              | 7-6(1), 6-3                               |
| 2022 | Xu Yifan Zhaoxuan Yang                    | Asia Muhammad Ena Shibahara                      | 7-5, 7-6(4)                               |
| 2023 | Barbora Krejčiková Kateřina Siniaková     | Beatriz Haddad Maia Laura Siegemund              | 6-1, 6-7(3), [10-7]                       |
| 2024 | Su-Wei Hsieh Elise Mertens                | Storm Hunter Kateřina Siniaková                  | 6-3, 6-4                                  |
| 2025 | Asia Muhammad Demi Schuurs                | Tereza Mihalíková Olivia Nicholls                | 6-2, 7-6(4)                               |

## Ganadores múltiples en individuales

### Masculino
| Jugador        | Títulos | Subtítulos | Años campeonatos             | Años subcampeonatos    |
| -------------- | ------- | ---------- | ---------------------------- | ---------------------- |
| Roger Federer  | 5       | 4          | 2004, 2005, 2006, 2012, 2017 | 2014, 2015, 2018, 2019 |
| Novak Djokovic | 5       | 1          | 2008, 2011, 2014, 2015, 2016 | 2007                   |
| Rafael Nadal   | 3       | 2          | 2007, 2009, 2013             | 2011, 2022             |
| Jimmy Connors  | 3       | -          | 1976, 1981, 1984             |                        |
| Michael Chang  | 3       | -          | 1992, 1996, 1997             |                        |
| Roscoe Tanner  | 2       | 1          | 1978, 1979                   | 1976                   |
| Pete Sampras   | 2       | 1          | 1994,1995                    | 2001                   |
| Lleyton Hewitt | 2       | 1          | 2002, 2003                   | 2005                   |
| Boris Becker   | 2       | -          | 1987, 1988                   |                        |
| Jim Courier    | 2       | -          | 1991, 1993                   |                        |
| Carlos Alcaraz | 2       | -          | 2023, 2024                   |                        |

### Femenino
| Jugadora            | Títulos | Subtítulos | Años campeonatos | Años subcampeonatos    |
| ------------------- | ------- | ---------- | ---------------- | ---------------------- |
| Lindsay Davenport   | 2       | 4          | 1997, 2000       | 1998, 2003, 2004, 2005 |
| Steffi Graf         | 2       | 1          | 1994, 1996       | 1999                   |
| Serena Williams     | 2       | 1          | 1999, 2001       | 2016                   |
| Kim Clijsters       | 2       | 1          | 2003, 2005       | 2001                   |
| María Sharápova     | 2       | 1          | 2006, 2013       | 2012                   |
| Victoria Azarenka   | 2       | 1          | 2012, 2016       | 2021                   |
| Martina Navratilova | 2       | -          | 1990, 1991       |                        |
| Mary Joe Fernández  | 2       | -          | 1993, 1995       |                        |
| Daniela Hantuchová  | 2       | -          | 2002, 2007       |                        |
| Iga Świątek         | 2       | -          | 2022, 2024       |                        |